# Saint-Hilaire-au-Temple
Saint-Hilaire-au-Temple korábbi község Franciaországban, Marne megyében. Lakosainak száma 304 fő (2022. január 1.). Saint-Hilaire-au-Temple Bouy, Vadenay és La Veuve községekkel határos.
2025. január 1-jén Dampierre-au-Temple korábbi községgel egyesült és az így létrejött La Neuville-au-Temple új község része lett.

## Népesség
A település népessége az elmúlt években az alábbi módon változott:
| Lakosok száma | 159  | 190  | 218  | 275  | 318  | 331  | 342  | 346  | 332  | 304  |
|               | 1968 | 1982 | 1990 | 2006 | 2013 | 2015 | 2017 | 2019 | 2020 | 2022 |